# Modena Football Club 1983-1984
Questa voce raccoglie le informazioni riguardanti il Modena Football Club nelle competizioni ufficiali della stagione 1983-1984.

## Stagione
Nella stagione 1983-84 il Modena ha disputato il girone A della Serie C1, con 33 punti si è piazzato in decima posizione di classifica, il torneo è stato vinto con 48 punti dalla coppia Bologna e Parma che hanno entrambe centrato la promozione in Serie B.

## Rosa
| N. |                   | Ruolo | Calciatore         |
| -- | ----------------- | ----- | ------------------ |
|    | Italia (bandiera) | C     | Raffaele Arzeni    |
|    | Italia (bandiera) | C     | Lorenzo Barlassina |
|    | Italia (bandiera) | D     | Damiano Bettinelli |
|    | Italia (bandiera) | D     | Gianni Bottaro     |
|    | Italia (bandiera) | A     | Antonio Capone     |
|    | Italia (bandiera) | P     | Enrico Cavalieri   |
|    | Italia (bandiera) | C     | Stefano Cuoghi     |
|    | Italia (bandiera) | A     | Carlo De Bernardi  |
|    | Italia (bandiera) | D     | Franco Farneti     |
|    | Italia (bandiera) | C     | Stefano Furlan     |

| N. |                   | Ruolo | Calciatore           |
| -- | ----------------- | ----- | -------------------- |
|    | Italia (bandiera) | A     | Luca Gabriellini     |
|    | Italia (bandiera) | D     | Mauro Melotti        |
|    | Italia (bandiera) | C     | Carlo Osellame       |
|    | Italia (bandiera) | C     | Luigi Petrillo       |
|    | Italia (bandiera) | A     | Mauro Rabitti        |
|    | Italia (bandiera) | C     | Giovanni Re          |
|    | Italia (bandiera) | C     | Paolo Rosi           |
|    | Italia (bandiera) | C     | Paolo Sacchetti      |
|    | Italia (bandiera) | D     | Pier Antonio Torroni |
|    | Italia (bandiera) | P     | Vincenzo Tortora     |

## Risultati

### Serie C1

#### Girone di andata
| 18 settembre 1983 1ª giornata | Modena | 1 – 0 | Sanremese |  |

| 25 settembre 1983 2ª giornata | Fano | 2 – 1 | Modena |  |

| 2 ottobre 1983 3ª giornata | Modena | 0 – 1 | Treviso |  |

| 9 ottobre 1983 4ª giornata | Trento | 0 – 2 | Modena |  |

| 16 ottobre 1983 5ª giornata | Modena | 1 – 0 | Brescia |  |

| 23 ottobre 1983 6ª giornata | Parma | 0 – 0 | Modena |  |

| 30 ottobre 1983 7ª giornata | Bologna | 2 – 0 | Modena |  |

| 6 novembre 1983 8ª giornata | Modena | 2 – 1 | Rondinella Marzocco |  |

| 13 novembre 1983 9ª giornata | Reggiana | 1 – 0 | Modena |  |

| 20 novembre 1983 10ª giornata | Modena | 1 – 0 | Rimini |  |

| 27 novembre 1983 11ª giornata | Ancona | 3 – 0 | Modena |  |

| 4 dicembre 1983 12ª giornata | Modena | 2 – 2 | Fanfulla |  |

| 11 dicembre 1983 13ª giornata | Carrarese | 2 – 2 | Modena |  |

| 18 dicembre 1983 14ª giornata | Modena | 2 – 1 | Prato |  |

| 8 gennaio 1984 15ª giornata | Modena | 0 – 1 | SPAL |  |

| 15 gennaio 1984 16ª giornata | Lanerossi Vicenza | 2 – 3 | Modena |  |

| 22 gennaio 1984 17ª giornata | Modena | 2 – 1 | Legnano |  |

#### Girone di ritorno
| 29 gennaio 1984 18ª giornata | Sanremese | 0 – 0 | Modena |  |

| 5 febbraio 1984 19ª giornata | Modena | 1 – 0 | Fano |  |

| 12 febbraio 1984 20ª giornata | Treviso | 1 – 1 | Modena |  |

| 19 febbraio 1984 21ª giornata | Modena | 3 – 0 | Trento |  |

| 26 febbraio 1984 22ª giornata | Brescia | 1 – 1 | Modena |  |

| 4 marzo 1984 23ª giornata | Modena | 1 – 1 | Parma |  |

| 11 marzo 1984 24ª giornata | Modena | 0 – 0 | Bologna |  |

| 18 marzo 1984 25ª giornata | Rondinella Marzocco | 1 – 0 | Modena |  |

| 1º aprile 1984 26ª giornata | Modena | 0 – 0 | Reggiana |  |

| 8 aprile 1984 27ª giornata | Rimini | 1 – 0 | Modena |  |

| 15 aprile 1984 28ª giornata | Modena | 2 – 3 | Ancona |  |

| 29 aprile 1984 29ª giornata | Fanfulla | 3 – 2 | Modena |  |

| 6 maggio 1984 30ª giornata | Modena | 1 – 4 | Carrarese |  |

| 13 maggio 1984 31ª giornata | Prato | 1 – 1 | Modena |  |

| 20 maggio 1984 32ª giornata | SPAL | 2 – 0 | Modena |  |

| 27 maggio 1984 33ª giornata | Modena | 1 – 3 | Lanerossi Vicenza |  |

| 3 giugno 1984 34ª giornata | Legnano | 0 – 1 | Modena |  |